# Ангели на боклука
„Ангели на боклука“ (на македонска литературна норма: „Ангели на отпад“) е филм от Република Македония от 1995 година, драма на режисьора Димитрие Османли по сценарий на Томислав Османли.
Главните роли се изпълняват от Йосиф Йосифовски, Катина Иванова, Мери Бошкова, Мето Йовановски, Иван Петрушевски, Владо Йовановски.